# 김은겸
김은겸(2004년 4월 14일 ~ )은 대한민국의 축구 선수로 포지션은 수비수이며 현재 K리그1 수원 FC 소속이다.